# Thunderdome V - The Fifth Nightmare!
Albums
Thunderdome IV - The Devil's Last Wish
(1993) Thunderdome VI - From Hell To Earth
(1994)
Thunderdome V - The Fifth Nightmare! est la cinquième compilation de la série des albums Thunderdome, issue du concept du même nom, sortie en 1994.

## Présentation
The Fifth Nightmare! est la cinquième compilation de la série, la première à l'inscrire dans la durée, les quatre précédentes étant toutes sorties en 1993. Elle succède à Thunderdome IV - The Devil's Last Wish (1993) et précède Thunderdome VI - From Hell To Earth (1994).
La compilation comporte trente-six pistes. Elle débute avec Riot In N.Y. de Rob Gee, Repete & MC Romeo, et se termine avec Strictly Core par The Dreamteam. Elle intègre des productions de Human Resource, 3 Steps Ahead, Buzz Fuzz, The Prophet.

## Pistes
| 1.  | Riot In N.Y.                                   | Rob Gee, Repete & MC Romeo    |  |
| 2.  | Achtung! (Charly Lownoise & Mental Theo Remix) | T.O.P.D.R.O.P.                |  |
| 3.  | Raw (Grunge Mix)                               | O.T.T.                        |  |
| 4.  | Mikey                                          | Neophyte                      |  |
| 5.  | Are You Ready                                  | Charly Lownoise & Mental Theo |  |
| 6.  | Life Experience                                | The Prophet                   |  |
| 7.  | One 100 & Two 100                              | Simstim                       |  |
| 8.  | Fuckin' Speedloader                            | Speedloader                   |  |
| 9.  | 3 The Hard Way                                 | Buzz Fuzz                     |  |
| 10. | The Necronomicon                               | Mutoid                        |  |
| 11. | Motherfuckers You're Gonna Die                 | Three Steps Ahead             |  |
| 12. | Beine                                          | Dr. Mindfuck                  |  |
| 13. | Let The Drumcomputer Roll                      | Dano                          |  |
| 14. | Feels So Good                                  | Hardsequencer (de)            |  |
| 15. | Talking About God                              | Igor                          |  |
| 16. | Rude Tudah Core                                | Omar Santana                  |  |
| 17. | Basic Loudness                                 | Simstim                       |  |
| 18. | Be Strong                                      | The Dreamteam                 |  |

| 1.  | Kiss The Ground           | T.N.T.                        |  |
| 2.  | They're Back              | Sauerkraut                    |  |
| 3.  | In My House               | Too Fast For Mellow           |  |
| 4.  | Right Is Wrong            | Jean Sibart & Joe Tramel      |  |
| 5.  | Ultimate Sextrack         | Charly Lownoise & Mental Theo |  |
| 6.  | Horrorz (Button's Up Mix) | The Dreamteam                 |  |
| 7.  | Fuck Them                 | Human Resource                |  |
| 8.  | Strange Illusions         | The Dreamteam                 |  |
| 9.  | For The People            | Simstim                       |  |
| 10. | Nothing Too Fhear         | Tintin                        |  |
| 11. | I'm Gonna Get You         | Dano                          |  |
| 12. | Revolution                | Genlog                        |  |
| 13. | Fantasy Journey           | Salee                         |  |
| 14. | Motherfuckin Breakbeat    | Hardliners                    |  |
| 15. | The Fly Is Dead           | Swat                          |  |
| 16. | Brand New Dance           | Square Demensione             |  |
| 17. | Hardcore Future           | Holographic                   |  |
| 18. | Strictly Core             | The Dreamteam                 |  |

## Accueil
| Classement                               | Meilleure position | Semaines passées dans le classement | Date d'entrée | Date de sortie |
| ---------------------------------------- | ------------------ | ----------------------------------- | ------------- | -------------- |
| Pays-Bas (Mega Verzamelalbum Top 30)     | 3                  | 16                                  | 15 mars 1994  | 2 juillet 1994 |
| Suisse (Schweizer Hitparade)             | 4                  | 5                                   | 20 mars 1994  | 24 avril 1994  |
| Autriche (Ö3 Austria Top 20 Compilation) | 5                  | 1                                   | 10 avril 1994 | 17 avril 1994  |

Comme les compilations précédentes, l'album entre dans les hit-parades. Comme l'opus précédent, elle se classe parmi le top 30 des compilations du hit-parade néerlandais, le top 25 des compilations du hit-parade suisse et le top 20 des compilations en Autriche, atteignant respectivement les troisième, quatrième et cinquième places.